# Бадахос (провінція)
Бадахо́с (ісп. Badajoz) — провінція західної Іспанії розташована в автономному співтоваристві Естремадура. Утворена в 1833 році.
З площею 21 766 км² вона є найбільшою провінцією Іспанії. Інша провінція Естремадури, Касерес — друга за розміром в Іспанії.
Населення провінції становить 671,3 тис. чол. (2005). Столиця — місто Бадахос.

## Історія
Провінція мала велике значення в часи Римської імперії, коли Мерида стала однією зі столиць. Після завершення періоду вестготів і вторгнення маврів до Іспанії династія Ібн-аль-Афтас створила в провінції великий культурний і науковий центр. Багато дослідників, які вирушали підкорювати Новий Світ, походили саме з цієї провінції.

## Географія

### Топографія
Хоча в багатьох районах і зустрічаються невисокі пасма пагорбів, це в більшості безлюдна і одноманітна рівнина, рівна або злегка хвилеподібна. Одна велика річка Гвадіана, котра протікає на півночі провінції зі сходу на захід, наповнювана багатьма притоками, але тільки в певні сезони річка несе достатньо води, тож часто через річку можна перейти вбрід без труднощів. Часті вкрай спекотні дні влітку і вкрай холодні взимку, коли лютий північно-західний вітер дме через рівнини.